# Cinderdale Beck
Der Cinderdale Beck ist ein Fluss im Lake District, Cumbria, England. Der Cinderdale Beck entsteht im Roan Wood südlich des Weilers Greendale in Wasdale aus einer Teilung des Greendale Gill. Während der dort ebenfalls aus dem Greendale Beck entstehende Countess Beck in östlicher Richtung fließt, fließt der Cinderdale Beck in westlicher Richtung bis zu seiner Mündung in den River Irt südlich des Weilers Nether Wasdale.
Ein unbenannter Abfluss aus dem Tosh Tarn bildet einen Zufluss des Cinderdale Beck.